# Äquatorial-Horizontalparallaxe
Als Äquatorial-Horizontalparallaxe wird die größtmögliche parallaktische Verschiebung eines Sehstrahls von der Erde zum Mond bezeichnet.
Sie ist der Winkel, unter dem der Erdradius vom Mond aus erscheint, und beträgt im Mittel 3422″ (0,95°), kann aber wegen der elliptischen Umlaufbahn des Mondes und seiner wechselnden Entfernung um 8 Prozent größer bzw. kleiner sein. Sie tritt für einen Beobachter am Erdäquator dann auf, wenn der Mond am Horizont steht, und lässt ihn um etwa seinen zweifachen Durchmesser tiefer erscheinen als vom Erdmittelpunkt. Der auf- bzw. untergehende Mond verschiebt sich vor dem Sternhimmel in entgegengesetzte Richtungen.
Ein ähnlicher Effekt tritt am Nord- bzw. Südpol der Erde auf, wenn der Mond nahe beim Himmelsäquator steht. Diese Horizontalparallaxe ist jedoch um 11–12″ kleiner, weil die polare Halbachse des Erdellipsoids um 21 km oder 0,3 Prozent kürzer als am Äquator ist. Über diese Frage hat der Astronom Jérôme Lalande im 18. Jahrhundert mit Pariser Akademie-Kollegen heftig diskutiert.